# نجع حمد
قرية نجع حمد هي إحدى القرى التابعة لمركز طهطا بمحافظة سوهاج في جمهورية مصر العربية. حسب إحصاءات سنة 2006، بلغ إجمالي السكان في نجع حمد 5421 نسمة، منهم 2920 رجل و2501 امرأة.